# Чупрене (заповедник)
Чупрене — один из крупнейших биосферных заповедников (резерватов) Болгарии (площадь — 1439,2 га). Расположен неподалёку от горы Миджур — высочайшей вершины Восточно-Сербских гор (запад гор Стара-Планина (Балканские горы), склоны горных массивов Чипровска-Планина и Светиниколска-Планина). Находится в общине Чупрене в Видинской области, у села Чупрене и реки Чупренска, выходит к государственной границе с Сербией. Уклон территории около 1 км: минимальная высота над уровнем моря — около 1100 м на северо-западе, максимальная высота — вершина Реплянска-Церква, 2004 м, на юго-востоке.
Заповедник был образован 9 февраля 1973 года, для охраны северных хвойных лесов Болгарии и как орнитологический резерват сохранения единственной в Болгарии естественной популяции глухаря. В 1977 году был включён в список биосферных резерватов по программе ЮНЕСКО «Человек и биосфера». Также была выделена обособленная территория (542,3 га) подлежащая защите — «Чупренски-Буки».
На территории заповедника протекают большое количество рек, берущих исток на близлежащих горных склонах, важнейшие: Лом, река Чупренска, река Вырбовска, река Буковска и река Краставичка. Исток Лома, берущий своё начало на склонах горы Миджур называют здесь ещё и Бырза-Река, а её притоки Лява-Ррека, Бялата-Вода и Краставичка. Река Чупренска истекает со склонов горы Остра-Чука и принимает здесь притоки — реки Манастирска, Голяма-Равна и Малка-Равна.

## Флора
Леса занимают около 90 % территории заповедника. В основном это елово-пихтовый хвойный и елово-буковый смешанный лес. Площади занятые елью образуют леса возрастом более века, — они имеют важное значение для изучения еловых лесов в Болгарии. Здесь произрастают также клён, осина, горная ольха, горный клён (клён Хельдрейха) и бузина чёрная.

## Фауна
В заповеднике представлено большое разнообразие фауны:
- земноводные (11 видов): огненная саламандра, греческая длинноногая лягушка, обыкновенная жаба и др.;
- рептилии (15 видов): уж, гадюка, медянка и др.;
- млекопитающие (53 вида): лисица, волк, каменная куница, лесная куница, норка, лесная кошка, белка, 14 видов летучих мышей и др.;
- птицы (170 видов): глухарь, чёрный гриф, филин, беркут, дятел, дрозд, ястреб, пустельга, жаворонок, перепел, крапивник и другие.

Чупрене — единственный болгарский заповедник, где постоянно проживают волки.